# 川村敏江
川村 敏江（かわむら としえ、3月9日 - ）は、日本の女性アニメーター、キャラクターデザイナー。岩手県出身。

## 来歴・人物
高校を卒業後、アニメーション関連の専門学校を経て、きのプロダクションに入社。
テレビアニメ『ゲゲゲの鬼太郎（第3作）』でアニメーターとして初参加、『JINGI 仁義』で初めて作画監督を担当した後、『おジャ魔女どれみシリーズ』や『プリキュアシリーズ』など東映アニメーション作品などを担当する。
2009年頃にマングローブに移り社員アニメーターとして所属、2014年からはA-1 Pictures作品に参加する。

## 参加作品

### テレビアニメ
1990年
- アイドル天使ようこそようこ（1990年 - 1991年、作画監督）
- 魔法のエンジェルスイートミント （1990年 - 1991年、原画）

1993年
- GS美神（1993年 - 1994年、作画監督）

1994年
- ママレード・ボーイ（1994年 - 1995年、作画監督）

1995年
- ご近所物語（コスチュームデザイン・作画監督）

1996年
- 花より男子（1996年 - 1997年、コスチュームデザイン・作画監督）

1997年
- 夢のクレヨン王国（1997年 - 1998年、作画監督）

1999年
- おジャ魔女どれみ（1999年 - 2000年、原画・作画監督）

2000年
- おジャ魔女どれみ#（2000年 - 2001年、作画監督・美術監督）

2001年
- も〜っと! おジャ魔女どれみ（2001年 - 2002年、作画監督・演出）

2002年
- おジャ魔女どれみドッカ〜ン!（2002年 - 2003年、作画監督）

2003年
- 明日のナージャ（作画監督）

2004年
- ふたりはプリキュア（2004年 - 2005年、作画監督）

2005年
- ふたりはプリキュア Max Heart（2005年 - 2006年、作画監督）

2006年
- ふたりはプリキュア Splash Star（2006年 - 2007年、作画監督）

2007年
- Yes!プリキュア5（2007年 - 2008年、キャラクターデザイン・作画監督）

2008年
- Yes!プリキュア5GoGo!（2008年 - 2009年、キャラクターデザイン・作画監督）

2009年
- ミチコとハッチン（原画）
- フレッシュプリキュア!（2009年 - 2010年、作画監督）
- 聖剣の刀鍛冶（原画）
- 毎日かあさん（2009年 - 2012年、作画監督）

2010年
- さらい屋 五葉（原画）
- 世紀末オカルト学院（原画）
- 神のみぞ知るセカイ（サブキャラクターデザイン・総作画監督・作画監督・OP作画監督）
- ハートキャッチプリキュア!（2010年 - 2011年、作画監督）

2011年
- 神のみぞ知るセカイII（サブキャラクターデザイン・総作画監督）
- 君に届け 2ND SEASON（原画）
- ましろ色シンフォニー（キャラクターデザイン・総作画監督・作画監督）

2012年
- スマイルプリキュア!（2012年 - 2013年、キャラクターデザイン・総作画監督）

2013年
- カーニヴァル（キャラクターデザイン・総作画監督・OPED総作画監督）
- 神のみぞ知るセカイ 女神篇（キャラクターデザイン ※今シリーズより渡辺明夫と共同）
- サムライフラメンコ（作画監督）

2014年
- ハピネスチャージプリキュア!（2014年 - 2015年 、歴代プリキュア原画）
- 黒執事 Book of Circus（作画監督・原画）

2015年
- 七つの大罪（作画監督）
- 冴えない彼女の育てかた（作画監督補佐・原画）
- うたの☆プリンスさまっ♪ マジLOVEレボリューションズ（作画監督・原画）

2016年
- B-PROJECT〜鼓動*アンビシャス〜（キャラクターデザイン・総作画監督）
- デジモンユニバース　アプリモンスターズ（2016年 - 2017年、ED原画）
- 魔法つかいプリキュア!（2016年 - 2017年、原画）

2017年
- BanG Dream!（作画監督）
- クロックワーク・プラネット（作画監督）
- 夏目友人帳 陸（原画）
- ひとりじめマイヒーロー（作画監督）

2018年
- サクラノチカイ〜まろに☆え〜る 東の飛鳥 下野市をえーる!〜（総作画監督）
- HUGっと!プリキュア（2018年 - 2019年、キャラクターデザイン・作画監督）
- 刻刻（原画）
- ロード オブ ヴァーミリオン 紅蓮の王（キャラクターデザイン・総作画監督・作画監督）

2019年
- ありふれた職業で世界最強（作画監督）
- コップクラフト（作画監督）

2020年
- ヒーリングっど♥プリキュア（2020年 - 2021年、オープニング原画、原画）
- 宝石商リチャード氏の謎鑑定（作画監督）
- 『ヒプノシスマイク -Division Rap Battle-』Rhyme Anima（作画監督）

2021年
- 五等分の花嫁∬（原画）
- 俺だけ入れる隠しダンジョン（作画監督）
- 蜘蛛ですが、なにか?（作画監督）
- 女神寮の寮母くん。（作画監督）

2022年
- ありふれた職業で世界最強 2nd season（作画監督）
- アオアシ（キャラクターデザイン、中武学、山口飛鳥、長谷川早紀と共同）
- ヒロインたるもの!〜嫌われヒロインと内緒のお仕事〜（作画監督）
- ブッチギレ!（サブキャラクターデザイン、小園菜穂と共同、総作画監督）
- キボウノチカラ〜オトナプリキュア'23〜（キャラクター原案、稲上晃と共同）
- てんぷる（作画監督）

2023年
- 柚木さんちの四兄弟。（作画監督）

2024年
- アクロトリップ（キャラクターデザイン・総作画監督）
- 夏目友人帳 漆（作画監督）

### 劇場アニメ
1993年
- Dr.スランプ アラレちゃん んちゃ!ペンギン村はハレのち晴れ（原画）
- Dr.スランプ アラレちゃん んちゃ!ペンギン村より愛をこめて（原画）

1994年
- Dr.スランプ アラレちゃん ほよよ!!助けたサメに連れられて…（原画）

2007年
- 映画 Yes!プリキュア5 鏡の国のミラクル大冒険!（キャラクターデザイン）

2008年
- 映画 Yes!プリキュア5GoGo! お菓子の国のハッピーバースディ♪（キャラクターデザイン）
- ちょ〜短編 プリキュアオールスターズ GoGoドリームライブ（キャラクターデザイン・作画監督）

2009年
- 映画 プリキュアオールスターズDX みんなともだちっ☆奇跡の全員大集合!（オリジナルキャラクターデザイン）

2010年
- 映画 プリキュアオールスターズDX2 希望の光☆レインボージュエルを守れ!（オリジナルキャラクターデザイン）

2011年
- 映画 プリキュアオールスターズDX3 未来にとどけ! 世界をつなぐ☆虹色の花（オリジナルキャラクターデザイン）

2012年
- 映画 プリキュアオールスターズNewStage みらいのともだち（オリジナルキャラクターデザイン）
- 映画 スマイルプリキュア! 絵本の中はみんなチグハグ!（キャラクターデザイン）

2013年
- 映画 プリキュアオールスターズNewStage2 こころのともだち（オリジナルキャラクターデザイン）

2014年
- 映画 プリキュアオールスターズNewStage3 永遠のともだち（オリジナルキャラクターデザイン）

2015年
- 映画 プリキュアオールスターズ 春のカーニバル♪（オリジナルキャラクターデザイン）
- ガラスの花と壊す世界（メインアニメーター）

2016年
- 映画 プリキュアオールスターズ みんなで歌う♪奇跡の魔法!（オリジナルキャラクターデザイン）

2018年
- 映画 プリキュアスーパースターズ!（オリジナルキャラクターデザイン）
- 映画 HUGっと!プリキュア♡ふたりはプリキュア オールスターズメモリーズ（オリジナルキャラクターデザイン）

2019年
- 映画 プリキュアミラクルユニバース（オリジナルキャラクターデザイン）
- 劇場版 うたの☆プリンスさまっ♪ マジLOVEキングダム（原画）

2020年
- 映画 プリキュアミラクルリープ みんなとの不思議な1日（オリジナルキャラクターデザイン）
- 魔女見習いをさがして（原画、作画監督協力)

2021年
- 映画 ヒーリングっど♥プリキュア ゆめのまちでキュン!っとGoGo!大変身!!（オリジナルキャラクターデザイン、ドリームキュアグレースデザイン）
- 劇場版 ソードアート・オンライン -プログレッシブ- 星なき夜のアリア（原画）

2023年
- 映画 プリキュアオールスターズF（プリキュアシリーズキャラクターデザイン）

### OVA
1991年
- JINGI 仁義（キャラクターデザイン）

### ゲーム
2001年
- Memories Off 2nd（イベントグラフィック原画）

2002年
- 想い出にかわる君 〜Memories Off〜（イベントグラフィック原画）

2004年
- Memories Off 〜それから〜（イベントグラフィック原画）

2005年
- Memories Off #5 とぎれたフィルム（イベントグラフィック原画）

2009年
- Memories Off 6 Next Relation（イベントグラフィック原画）

2012年
- スタプラ!（キャラクターデザイン・総作画監督）

### 小説挿絵・表紙イラスト
- ミラチェンタイム☆ミラクルらみぃ（大塚隆史・原作、高橋ナツコ・著、小学館ジュニア文庫、2015年）
- 小説 スマイルプリキュア!（東堂いづみ・原作、小林雄次・著、講談社キャラクター文庫、2016年）

### CDジャケット
- 大切な人と聴きたい15のラブソング（2013年、カバーイラスト）

### 舞台作品
- 『Dancing☆Starプリキュア』The Stage（2023年・2025年、キャラクターデザイン）[3][4][5]

## 画集
- 『川村敏江 東映アニメーションプリキュアワークス』（一迅社、2014年2月12日） ISBN 978-4-7580-1355-0
- 『改訂版 川村敏江 東映アニメーションプリキュアワークス』（一迅社、2021年7月28日） ISBN 978-4-7580-1726-8